# Pichat
Pichat е чат софтуер и протокол за комуникация и обмяна на информация. Потребителите могат да създават собствен уебчат в Интернет или в локалната си мрежа. Няма нужда да се тегли програма за чат, нужен е само уеб браузър. Или може да се ползва Telnet софтуер за чат, портът по подразбиране на чат сървъра е 9009/TCP.